# Unteres Illertal
Das Untere Illertal ist eine naturräumliche Einheit am Unterlauf der Iller zwischen Krugzell und der Mündung in die Donau in (Neu-)Ulm. Die flachwellige Landschaft verläuft entlang der von Süden nach Norden ausgerichteten Landesgrenze zwischen Baden-Württemberg und Bayern, größter Ort im Inneren ist das etwas südlich des Zentrums gelegene Memmingen. Sie wird von den westlich und östlich angrenzenden Hochterrassen und Altmoränen um 70 m bis über 150 Meter überragt, verfügt jedoch in ihrem Südteil ebenfalls über solche.

## Naturräumliche Gliederung
Nach den Gliederungen des Handbuchs der naturräumlichen Gliederung Deutschlands und den Verfeinerungen der Einzelblätter Ulm und Lindau stellt das Untere Illertal die Haupteinheit 044 der Großregion 3. Ordnung Donau-Iller-Lech-Platte (04) dar und gliedert sich wie folgt:
- 044 Unteres Illertal
  - 044.0.  Tiefere Felder des Unteren Illertals
    - 044.00  Unteres Illergries (bzw. ...grieß[4])
    - 044.01  Iller-Schwemmkegel
    - 044.02  Illertissener Feld
    - 044.03 Oberes Illergries (bzw. ...grieß[4])
    - 044.04 Erolzheimer Feld
    - 044.05 Illerfeld

  - 044.1. Höhere Felder des Unteren Illertals
    - 044.10  Fellheimer Feld
    - 044.11  Memminger Feld
    - 044.12 Memminger Tal
    - 044.13  Volkratshofer Feld
    - 044.14  Grönenbacher Feld
    - 044.15 Illerbeurer Illertal
    - 044.16 Legauer Tal

  - 044.2 Altmoränen und höhere Schotterplatten des Illervorlandgletschers
    - 044.20 Grönenbacher Wald
    - 044.21 Platte von Maria Steinbach
    - 044.22 Landholz

### Grobe Höhenstruktur
Die Unterteilung in die Höheren und Tieferen Felder ist eine eher vage, jedoch gliedert sich der südlich Memmingens gelegene Teil der Landschaft erkennbar in mehrere Täler, die durch die drei Altmoränen und höheren Schotterplatten nebst Abdachungen separiert werden.

#### Südteil
Das Memminger Tal (044.12) im Südosten, das von Wolfertschwenden bis zum Osten Memmingens reicht, ist ein ehemaliges Tal der Iller und insgesamt deutlich breiter als das westlich parallele Illerbeurer Illertal (044.15), das bei Ferthofen in das Illergries (044.03/00) übergeht, welches den versandeten und mit Auwald gesäumten Überschwemmungs-Talboden der Iller bezeichnet. 
Zwischen beiden erhebt sich die Altmoräne des Grönenbacher Waldes (044.20) westlich Bad Grönenbachs, der beim Weiler Sommersberg (Ortsteil von Dietmannsried) im Südosten 794 m erreicht und damit die nur 700 m entfernte Iller um gut 160 m überragt. Nach Osten ist ihr das Grönenbacher Feld (044.14) mit Grönenbach nebst Zell vorgelagert, das nur eine schwache Stufe über dem sich anschließenden Memminger Tal liegt. Nach Nordnordwesten wird es vom Volkratshofer Feld (044.13) abgedacht, dem, je eine Stufe tiefer, nach Westen das Illerfeld (044.05) im Illerbogen westlich Volkratshofens und nach Norden das Memminger Feld (044.11) im Westen und westlich Memmingens vorgelagert ist. Das Memminger Feld ist durch die Westhälfte der Memminger Kernstadt sowie den Ort Buxheim heute vollständig besiedelt, sieht man vom Norden ab.
Vom Illerbeurer Illertal zweigt, links der Iller bei Lautrach, nach Süden das etwas weniger tiefe Legauer Tal (044.16) in Richtung Legau ab, um sich dann in einen Südostarm in Richtung Bettrichs und einen bis Kimratshofen reichenden Südarm zu verzweigen. Diese Talung separiert zwei weitere Altmoränen- und Hochschotterplatten, nämlich die Platte von Maria Steinbach (044.21; ostnordöstlich von Bettrichs gut 705 m) nordöstlich und das Landholz (044.22; bei Einsiedeln im Süden 760 m) südöstlich Legaus. Beide Riedel können als inselartige Ostausläufer der Schotterplatten und Moränen von Wuchzenhofen (041.34, bereits Teil der Riß-Aitrach-Platten 041) angesehen werden, die sich westlich des Legauer Tals anschließen. Sie werden von diesen, jedoch insbesondere auch von den südlich an das Tal grenzenden Ausläufern des Adelegg und den sich südöstlich an beide Riedel anschließenden Jungmoränen deutlich überragt.

#### Nordteil
Der Nordteil der Haupteinheit ist demgegenüber einfacher strukturiert und die Terrassenfelder liegen alle auf etwa der gleichen Höhenstufe über der Iller, wenngleich ihre Neigungen an West- und Ostseite sich deutlich unterscheiden. 
Nördlich der Haupt-Talgabelung bei Memmingen setzt rechts der Iller und der den nördlichsten Abschnitt des Memminger Tals einnehmenden Memminger Ach das Fellheimer Feld (044.10) mit Heimertingen, Fellheim und Pleß am Westrand das Memminger Feld fort. Die Zuordnung zu den Höheren Feldern ist hier etwas strittig. Während die Blätter Ulm und Lindau Memminger und Fellheimer Feld zu den Höheren Feldern zählen, werden sie vom Bundesamt für Naturschutz bereits zu den Tieferen gerechnet. Indes zeugt bereits die Tatsache, dass die größeren Orte sich hier am illernahen Westrand niedergelassen haben, von der dortigen deutlichen Hangneigung, die die Siedlungen vor Überschwemmungen schützt. Im Osten, bei Niederrieden und Boos, schließt die Niederung an einer deutlichen Höhenstufe zur Eisenburger Platte (046.22, bereits Teil der Iller-Lech-Schotterplatten 046) ab. Nördlich von Boos bis nordöstlich von Pleß entfällt diese Höhenstufe und die Vermoorung am Winterrieder Ried beiderseits der Roth leitet das Oberes Rothtal (046.12) ein, nördlich von Pleß wird das Illertal fortan rechtsseitig von den Kellmünzer Platten (046.03) verengt und schroff abgeriegelt. 
Links bzw. westlich des Illergries dem Fellheimer Feld gegenüber, jedoch deutlich weiter nach Norden reichend, liegt das Erolzheimer Feld (044.04) mit (von Süden nach Norden) Tannheim, Berkheim, Erolzheim, Kirchberg an der Iller und Balzheim am Westrand. Hier entfällt ein deutlicher Hang zum Illergries, weshalb weniger und im Durchschnitt kleinere Orte wie Dettingen an der Iller, Kirchdorf an der Iller und im äußersten Norden Dietenheim am illernahen Ostrand liegen. Nördlich Dettingens treten die das Feld westlich vergleichsweise schroff begrenzenden Holzstöcke (043) bis unmittelbar vor das Gries. Von hier ab wird die Iller nur noch rechtsseitig von einem Feld begleitet, und zwar dem schmalen Illertissener Feld (044.02). Es beginnt im Süden bereits an den südlichen Ortsteilen von Altenstadt und zieht sich über Illertissen, Bellenberg und Vöhringen bis Senden, um nach Norden allmählich in den Iller-Schwemmkegel (044.01) überzugehen, der sich rechts der Iller und nordwestlich der abklingenden Illerberger Platte (046.01) trichterförmig verbreitert.

### Benachbarte Haupteinheiten

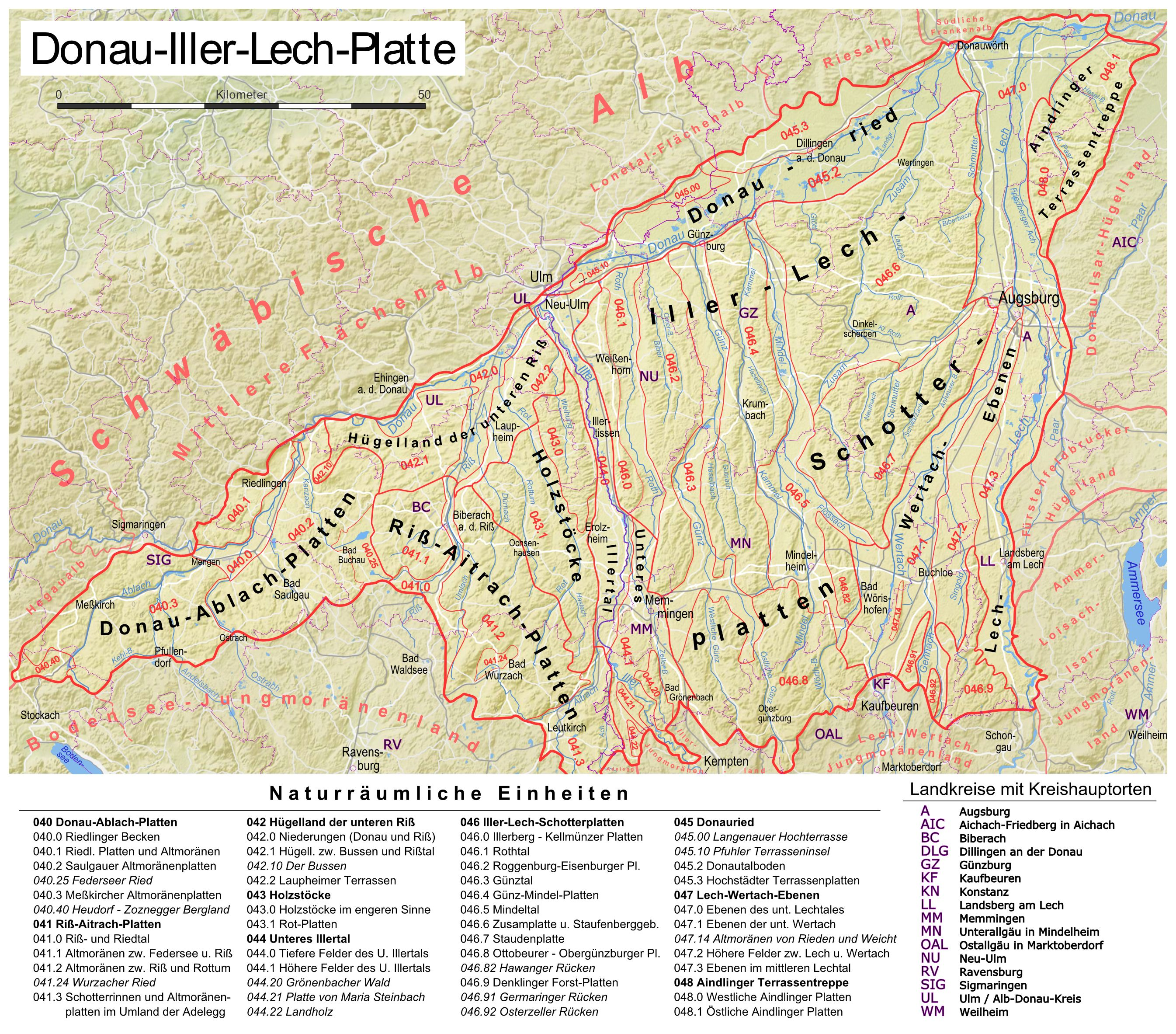
Die Teillandschaften der Donau-Iller-Lech-Platte

Im Südwesten stößt das Untere Illertal an die Riß-Aitrach-Platten (046), im Westen an die Holzstöcke (043) und im Nordwesten an das Hügelland der Unteren Riß (042). Nach Nordosten schließt sich das Donauried (045) an, nach Osten die Iller-Lech-Schotterplatten (046). Hauptbegrenzungen sind hiervon die Holzstöcke und die Iller-Lech-Schotterplatten, die das Tal fast auf seiner gesamten Länge rahmen.
Nach Süden schließen sich das Iller-Jungmoränenland (035) und, westlich davon, der Adelegg an. Beide Landschaften liegen außerhalb der Donau-Iller-Lech-Platte und südlich der Altmoränen-Jungmoränen-Grenze, welche das Alpenvorland in eine nördliche und eine südliche Großregion 2. Ordnung trennt. Naturräumlich noch deutlicher von der Platte unterschieden sind die Teile der Schwäbischen Alb (Gruppe 09), an die die Iller bei Ulm unmittelbar herantritt. Sie läuten die Großregion 1. Ordnung des Südwestdeutschen Stufenlandes ein.